# Karamoko Diawara
Pour les articles homonymes, voir Diawara.
Karamoko Diawara, est un religieux et personnalité politique guinéen.
Il est ministre secrétaire général des Affaires religieuses au sein du gouvernement dirigé par Mohamed Béavogui du 4 novembre 2021, puis celle de Bernard Goumou depuis 20 août 2022 au 19 février 2024. Puis depuis le 13 mars au meme poste dans le gouvernement Bah Oury

## Parcours professionnel
Avant d'être ministre, il était l'Adjoint du secrétaire général des Affaires religieuses.
Il est nommé par décret le 4 novembre ministre secrétaire général des Affaires religieuses.
Le 19 février 2024, le gouvernement Bernard Goumou dont il est membre est dissout par le Comité national du rassemblement pour le développement (CNRD).
Le 13 mars 2024, il est reconduit au même poste dans le gouvernement Bah Oury.

## Résolution des crises
Etant le secrétaire générale des affaires religieux, il joue  un crucial dans la résolution des crises et la promotion du dialogue entre les différents groupes sociaux et politiques.